# Sordariomycetidae
Sordariomycetidae (лат.) — подкласс аскомицетовых грибов класса Sordariomycetes. Аски могут быть как амилоидными, так и не амилоидными, или же могут не иметь апикального кольца. У некоторых представителей есть парафизы.

## Систематика
Таксоны не входящие в состав каких-либо порядков подкласса Sordariomycetidae (Incertae sedis):

### Семейства
- Annulatascaceae
- Cephalothecaceae
- Helminthosphaeriaceae
- Papulosaceae

### Роды
- Ascotaiwania
- Ascovaginospora
- Biconiosporella
- Carpoligna
- Caudatispora
- Ceratosphaeria
- Conioscyphascus
- Garethjonesia
- Lasiosphaeriella
- Lasiosphaeris
- Leptosporella
- Linocarpon
- Merugia
- Mycomedusiospora
- Myelosperma
- Neolinocarpon
- Phaeotrichosphaeria
- Phragmodiscus
- Plagiosphaera
- Spinulosphaeria
- Wallrothiella